# Edsbergs härad

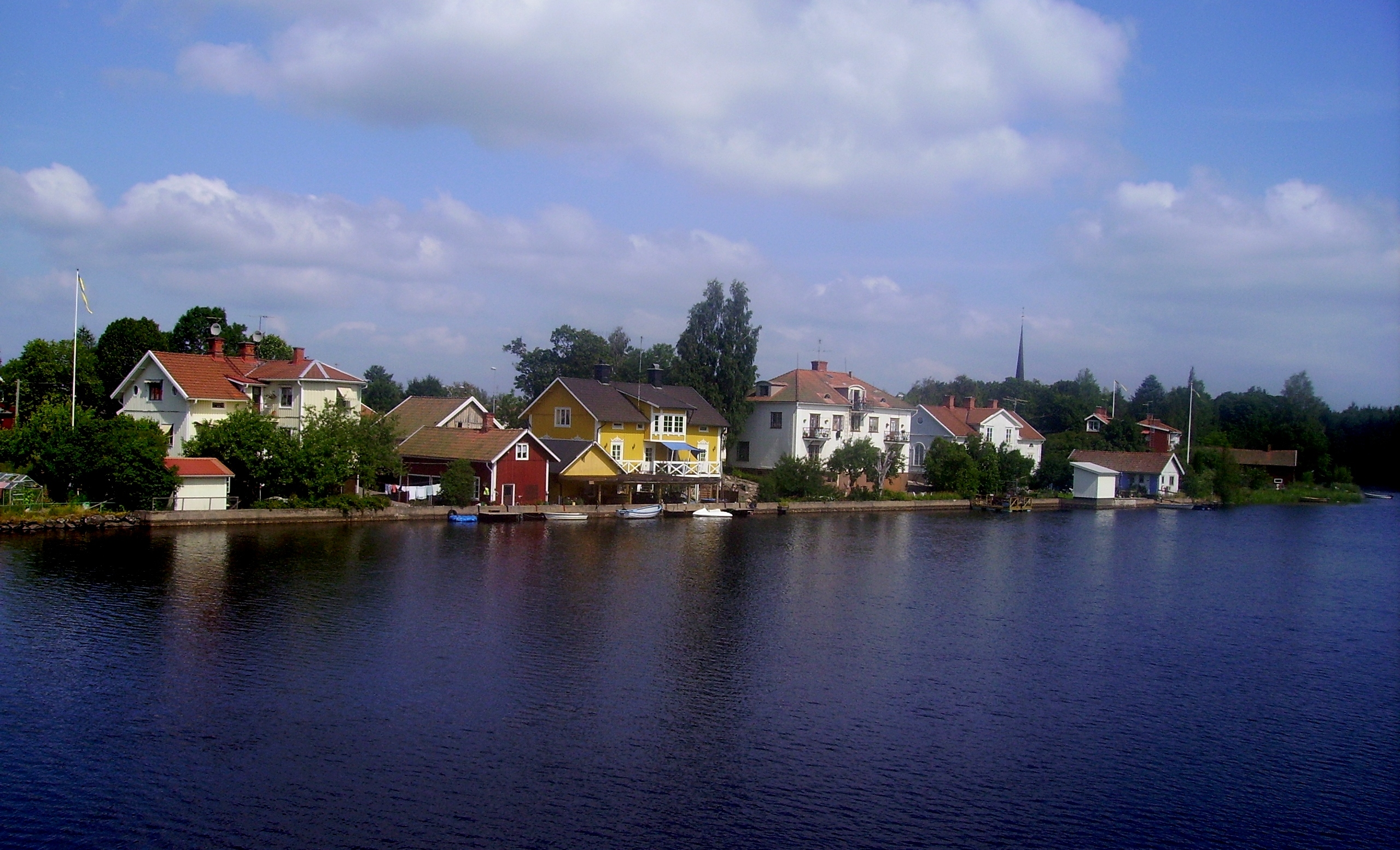
Åtorp vid Letälven

Edsbergs härad var ett härad i den västra delen av landskapet Närke med en del av en socken i landskapet Värmland. Häradet omfattade den norra delen av nuvarande Laxå kommun, hela nuvarande Lekebergs kommun samt Nysunds socken i nuvarande Degerfors kommun. Samtliga kommuner är numera en del av Örebro län. Den totala arealen mätte drygt 867 km² och befolkningen uppgick år 1905 till 13 534 invånare. Tingsställe var Fjugesta.

## Geografi
Häradet var beläget vid Svartåns övre lopp och dess källor kring sjöarna Teen och Toften och längs sluttningarna upp mot Kilsbergen i norr vars högsta punkter når knappt 300 m ö.h. I sydväst återfinns de nordligaste utlöparna av Tivedens skogar och sjön Skagern i vilken Letälven mynnar och i öster ligger den bördiga Närkeslätten. Områdets nordligaste delar räknades en gång till den s.k. Lekebergslagen i vilken gruv- och bruksverksamhet av bergslagssnitt försiggick. Bästa jordbruksmarken återfanns i häradets ostligaste delar, varpå marken blev magrare och sumpigare åt väster till. I övrigt dominerade skogs- och bergsbruk. Edsbergs härad gränsade i sydöst mot Grimstens och Hardemo härader, i öster mot Örebro härad och i norr mot Karlskoga bergslags härad. I väster låg Visnums härad i Värmlands län.
Häradet saknade köpingar men hade två municipalsamhällen - Mullhyttan och Fjugesta. Största tätort är numera Fjugesta belägen 28 km sydväst om Örebro och numera också centralort i Lekebergs kommun.

### Socknar
Edsbergs härad omfattade sju socknar.
I Lekebergs kommun
- Edsberg
- Knista
- Hidinge
- Kvistbro
- Tångeråsa

I Laxå kommun
- Skagershult

I Degerfors kommun
- Nysund

## Historia
Slättbygderna i landskapet Närke befolkades tidigt vilket många fornlämningar vittnar om. Namnet härrör ursprungligen från namnet på dess invånare närborna vilket kan härledes till Närsundet i området kring Kvismare kanal sydost om Örebro. Närborna var således de som bodde vid sundet. Under 1300-talet hade landskapet ungefär samma utsträckning som idag, och utgjorde en egen lagsaga med egen lagbok. Namnet Edsberg kommer av fornsvenskans eþ med betydelsen näs och -berg med betydelsen bergsbruk eller gruva. Området var tidigt bebott och socknarna Edsberg och Knista tillhörde under järnåldern och framåt delar centralbygderna i den rika kulturbygden Västernärke, men spår av boplatser visar att området har varit bebott sedanstenåldern. Vid Frösvi i Edsbergs socken har bl.a. en offerplats tillägnad asaguden Frej återfunnits. Häradets tingsplats var belägen vid Sanna i Edsbergs socken där herrgården utgjorde gästgivaregård mellan åren 1599 till 1907. Inte långt härifrån ligger ruinerna efter Riseberga kloster, som var ett nunnekloster i cisterciensorden. Klostret uppfördes under 1100-talet och kom med tiden att bli en mycket stor markägare i hela Svealand ända tills klostret drogs in till kronan i samband med reformationen och hela anläggningen ödelades i en eldsvåda år 1546. 
Historiskt sett utgjorde häradets tre nordligaste socknar Kvistbro, Knista och Hidinge en del av den s.k. Lekebergslagen. Detta var en bergslag med särskilda privilegier som 1872 kom att gå upp i dels Örebro och dels Edsbergs härader. Områdets uppkomst är höljt i historiens dunkel men åtminstone under 1500-talet fungerade Lekebergslagen som en egen rättskipande enhet med eget häradsting, dock utan fastställd tingsplats. Under 1600-talet fastställdes områdets omfattning av det år 1649 inrättade Bergskollegiet, men det börjar med tiden snarare betraktas som ett eget tingslag inom de angräsande häraderna, snarare än som ett eget härad. Bland områdets många hyttor märks bl.a. Mullhyttan i Kvistbro socken vars verksamhet inleddes år 1636 och avslutades med dess rivning år 1885 och Svartå vars historia som bruksort inleddes år 1658. Vidare finns i häradets södra del även ytterligare en bruksort - Hasselfors i Skagershults socken - där järnbruk och torvbrytning förekommit i nästan 400 år. 
Bland häradets sockenkyrkor märks Knista kyrka som är en av de äldsta i Närke och vars långhus har daterats till år 1123, Edsbergs kyrka från slutet av 1100-talet som efter branden vid Riseberga kloster byggdes på med stenar från detta, samt Tångeråsa kyrka från 1200-talet som är Sveriges näst äldsta träkyrka. Bland häradets herresäten återfinns Trystorps slott med anor från 1400-talet som biskopsgård under klostret, men som fick sitt slutgiltiga utseende under början av 1800-talet. T.o.m. år 1921 var det endast Närkedelen av Nysunds socken som hörde till häradet, d.v.s. den del som ligger öster om Letälvens lopp. Efter detta år kom dock hela socknen att föras till Edsbergs härad och kom att förbli där tills den år 1952 införlivades i Svartå kommun som år 1967 gick upp i Degerfors kommun. På Letälvens västra strand i landskapet Värmland ligger samhället Åtorp. Häradet genomkorsas av Värmlandsbanan mellan Laxå via Svartå och Karlstad till norska gränsen, medan ett förbindelsespår från Svartå via Fjugesta till Örebro möjliggör en rakare förbindelse mellan Stockholm och Oslo utan bytet i Laxå.

## Län, fögderier, domsagor, tingslag och tingsrätter
Häradet har från 1779 hört till Örebro län, innan dess Närkes och Värmlands län. Församlingarna tillhör(de) Strängnäs stift.
Häradets socknar hörde till följande fögderier:
- 1720-1917 Västernärke fögderi
- 1918-1945 Karlskoga fögderi
- 1946-1951 Edsbergs fögderi
- 1952-1966 Kumla fögderi dock ej Tångeråsa
- 1952-1966 Hallsbergs fögderi för Tångeråsa socken
- 1967-1990 Örebro fögderi  dock ej för Skagershults och Nysunds socknar
- 1967-1990 Hallsbergs fögderi för Skagershults socken
- 1967-1990 Karlskoga fögderi för Nysunds socken

Häradets socknar tillhörde följande domsagor, tingslag och tingsrätter:
- 1680-1947 Edsbergs tingslag inom
  - 1680–1809 Edsbergs, Lekebergslagens, Hardemo, Grimstens, Kumla, Sundbo, Sköllersta och Askers häraders (denna samt Sköllersta dock utanför domsagan mellan 1774 och 1783) domsaga kallad Södra Närkes domsaga
  - 1810–1829 Edsbergs, Lekebergslagens, Hardemo, Grimstens, Kumla och Sundbo häraders domsaga kallad Västernärkes domsaga med
  - 1830–1854 Karlskoga bergslags, Edsbergs, Lekebergslagens, Hardemo, Grimstens, Sundbo och Kumla häraders domsaga kallad Västernärkes domsaga
  - 1856-1871 Edsbergs, Sundbo, Lekebergslagens, Hardemo, Grimstens och Kumla häraders domsaga kallad Västernärkes domsaga
  - 1872-1947 Västernärkes domsaga (Edsbergs, Sundbo, Hardemo, Grimstens och Kumla härader) dock enbart till 1967 för Nysunds socken med
- 1948-1970 Västernärkes domsagas tingslag i Västernärkes domsaga

- 1971-2001 Hallsbergs tingsrätt och dess domsaga för delarna i Laxå kommun
- 1971-2009 Karlskoga tingsrätt och dess domsaga för delarna i Degerfors kommun
- 1971- Örebro tingsrätt och dess domsaga, från 2001 för delarna i Laxå kommun och från 2009 de i Degerfors kommun
  - 1948-1970 Västernärkes domsagas tingslag
- 1971- Örebro domsaga med Örebro tingsrätt dock ej för Skagershults socken
- 1971- Hallsbergs domsaga med Hallsbergs tingsrätt för Skagershults socken

## Häradshövdingar
| Ämbetstid | Namn                          | Levnadstid |
| --------- | ----------------------------- | ---------- |
| 1385–1403 | Filip Jönsson (hjorthorn)     |            |
| 1409–1418 | Peter Magnusson (horn)        |            |
| 1420–1430 | Peder Larsson (snedbjälke)    |            |
| 1438–1453 | Anders Torbjörnsson (gren)    |            |
| 1456–1481 | Olof Larsson (bjälke)         |            |
| 1488–1500 | Peder Hansson                 |            |
| 1504–1505 | Karl Bengtsson                |            |
| 1510      | Gustaf Torstensson            |            |
| 1526      | Måns Johansson (Natt och Dag) |            |
| 1530–1538 | Birger Budde                  |            |
| 1559      | Erik Knutsson                 |            |
| 1566      | Olof Arvidsson                |            |
| 1592–1597 | Johan Carlsson (Månesköld)    |            |
| 1599–1605 | Lars Åkesson (Soop)           |            |
| 1606–1609 | Peder Bengtsson               |            |
| 1615–1622 | Udde Svensson                 |            |
| 1623–1627 | Conrad von Falkenberg         |            |